# Callogobius flavobrunneus
Callogobius flavobrunneus är en fiskart som först beskrevs av Smith, 1958.  Callogobius flavobrunneus ingår i släktet Callogobius och familjen smörbultsfiskar. Inga underarter finns listade.